# Município de Jefferson (condado de Montgomery, Ohio)
O município de Jefferson (em inglês: Jefferson Township) é um município localizado no condado de Montgomery no estado estadounidense de Ohio. No ano de 2010 tinha uma população de 6.972 habitantes e uma densidade populacional de 105,96 pessoas por km².

## Geografia
O município de Jefferson encontra-se localizado nas coordenadas 39° 42′ 27″ N, 84° 19′ 27″ O. Segundo o Departamento do Censo dos Estados Unidos, o município tem uma superfície total de 65.8 km², da qual 65,8 km² correspondem a terra firme e (0 %) 0 km² é água.

## Demografia
Segundo o censo de 2010, tinha 6.972 habitantes residindo no município de Jefferson. A densidade populacional era de 105,96 hab./km². Dos 6.972 habitantes, o município de Jefferson estava composto pelo 42,04 % brancos, o 54,92 % eram afroamericanos, o 0,3 % eram amerindios, o 0,13 % eram asiáticos, o 0,43 % eram de outras raças e o 2,18 % eram de uma mistura de raças. Do total da população o 2,09 % eram hispanos ou latinos de qualquer raça.